# Claudia Livilla
Claudia Livia Giulia (in latino Claudia Livia Iulia; 14-11 a.C. – 31), meglio conosciuta come Livilla ("piccola Livia"), è stata una nobildonna romana, appartenente alla dinastia giulio-claudia, sorella dell'imperatore Claudio e di Germanico, dunque zia dell'imperatore Caligola e prozia dell'imperatore Nerone.
Fu per due volte candidata al titolo di Augusta, tramite il matrimonio con Gaio Cesare (possibile successore di Augusto), poi tramite quello con Druso minore (figlio di Tiberio e suo erede), ma entrambi i mariti morirono prematuramente, non riuscendo dunque ad ottenere la porpora imperiale. Secondo gli autori antichi, sembra non fosse estranea alla morte del secondo coniuge, in quanto avrebbe aiutato Seiano, potente prefetto del pretorio sotto Tiberio, di cui sarebbe divenuta amante, ad avvelenarlo. Quando quest'ultimo cadrà in disgrazia, Livilla lo seguirà, anche se i dettagli della sua morte risultano tutt'oggi poco chiari.

## Fonti
Le notizie su Livilla sono frammentarie, sparse principalmente fra Tacito e Cassio Dione, con alcuni accenni minori in Svetonio. Il primo narra della donna nella prima esade dei suoi Annali, che coprono nel loro complesso gli anni dalla morte di Augusto sino a quella di Nerone, anche se l'opera presenta alcune lacune; il secondo fa menzione di Livilla nei libri LVII-LVIII della sua Storia romana, che copre gli anni dalla mitica fondazione sino al 229, giuntaci in gran parte in una versione riassunta dal monaco Xifilino; il terzo menziona di sfuggita Livilla nelle sue biografie di Tiberio e Claudio, rispettivamente zio e fratello di Livilla, nel contesto della sua opera Vite dei Cesari, una raccolta biografica delle vite di imperatori romani, da Giulio Cesare a Domiziano. 
In particolar modo, Tacito, che è la nostra fonte più completa al riguardo, ne traccia un ritratto poco approfondito. Prima del 23, anno della morte del secondo marito, Livilla è sempre posta, senza tratti positivi, in relazione a personalità più forti e influenti. All'inizio del quarto libro, Livilla viene sedotta e soggiogata da un'altra forte personalità, quella di Seiano; la menzione della sua bellezza serve forse per creare un ironico parallelo con la leggendaria Lucrezia, tramite una citazione di Tito Livio (amissa pudicitia) mentre la sua mancanza di giudizio politico è evidenziata dalla scelta di tradire tutto per un municipalis adulter quale Seiano. Successivamente, Livilla è ritratta come una marionetta in mano al prefetto, mentre dopo che Tiberio si è opposto al matrimonio fra la donna e Seiano, essa sparisce quasi totalmente dall'azione. La grande lacuna del quinto libro avrebbe incluso la sua morte, e la narrazione riprende quando ormai Livilla è spirata; le modalità della sua morte in Tacito non sono note. Un frammento del quinto libro pare suggerire che, all'indomani della morte di Seiano, Tacito abbia narrato presumibilmente con indignazione di una frenetica serie di accuse rivolte a presunti adulteri con Livilla. Dunque Livilla è dipinta come una donna che fugge dai suoi doveri morali, ponendola in un paragone sfavorevole con Agrippina maggiore.

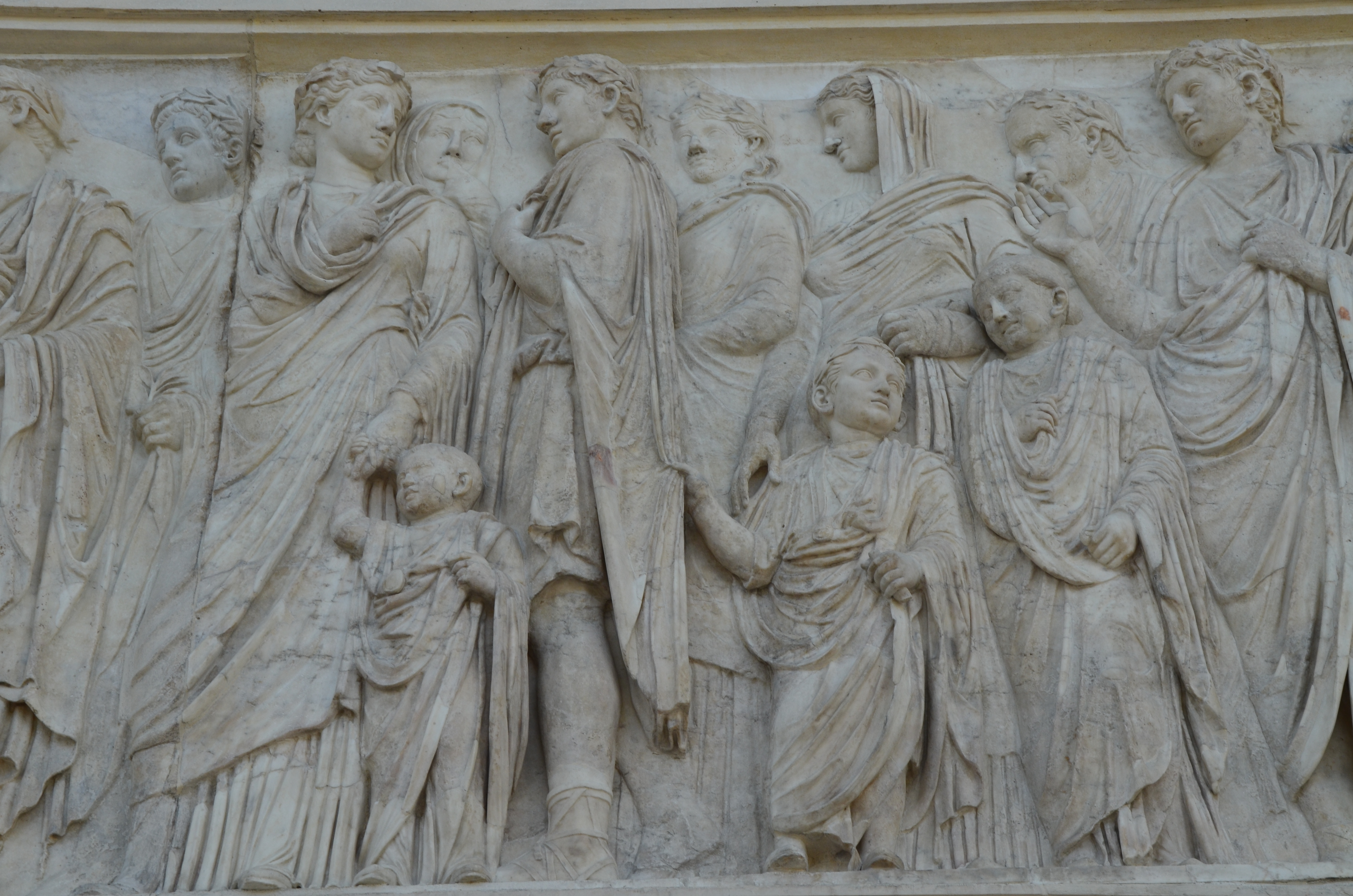
Dettaglio del rilievo dell'Ara Pacis; la due figure a destra sono state identificate con Antonia minore e Druso maggiore, i due genitori di Livilla, col bambino in mezzo a loro associabile a Germanico (Museo dell'Ara Pacis, Roma)

## Biografia

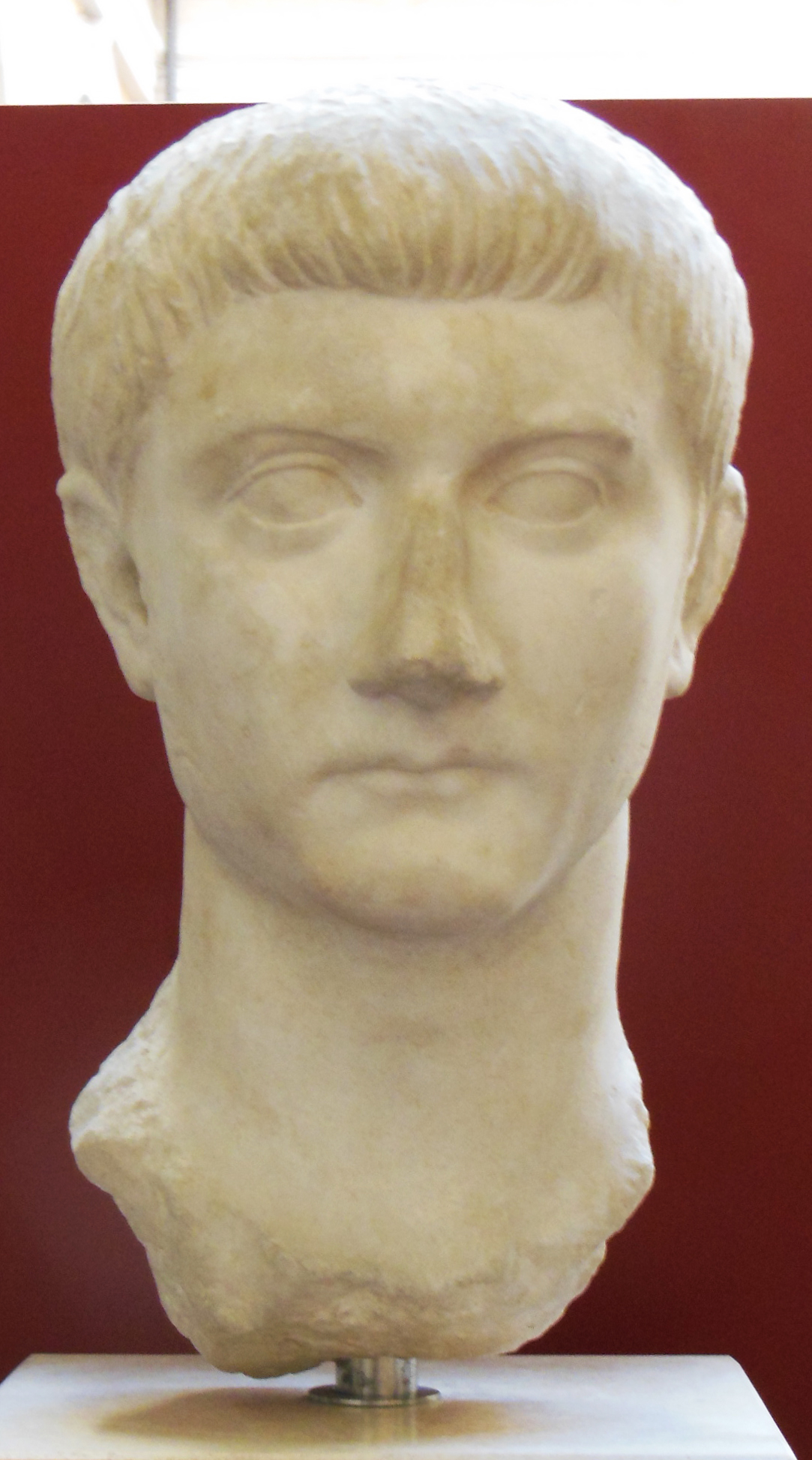
Ritratto di Druso minore (Palazzo Massimo alle Terme, Roma)

### Origini familiari
Livilla nacque da Druso maggiore, figlio di Tiberio Claudio Nerone e di Livia Drusilla nonché fratello di Tiberio ed Antonia minore, figlia di Marco Antonio ed Ottavia, sorella di Augusto, probabilmente fra il 14 e l'11 a.C. Fu l'unico figlio della coppia a raggiungere l'età matura, assieme a Germanico e al futuro imperatore Claudio. Pare inoltre che Livilla avesse deplorato la possibilità che quest'ultimo divenisse principe. Nel 9 a.C., morì il padre nell'anno del suo consolato per una malattia, lasciando la madre vedova. 

### Giovinezza
Sposò in prime nozze Gaio Cesare, nipote di Augusto e destinato a succedergli sul trono, e dopo la morte di questi, nel 4 Druso minore, figlio di Tiberio, assicurando così a Druso stesso un posto nei piani dinastici di Augusto. Dal matrimonio con Druso nacquero Giulia Livia, che sposò in prime nozze il figlio maggiore di Germanico, Nerone Cesare, e poi l'eques Rubellio Blando, e nel 19 Germanico Gemello e Tiberio Gemello.. Tuttavia, nonostante la nascita di due gemelli fosse stata celebrata da Tiberio in persona, nel contesto della domus Livilla soffriva secondo le fonti la rivalità con Agrippina maggiore, per via della maggiore fecondità di quest'ultima.

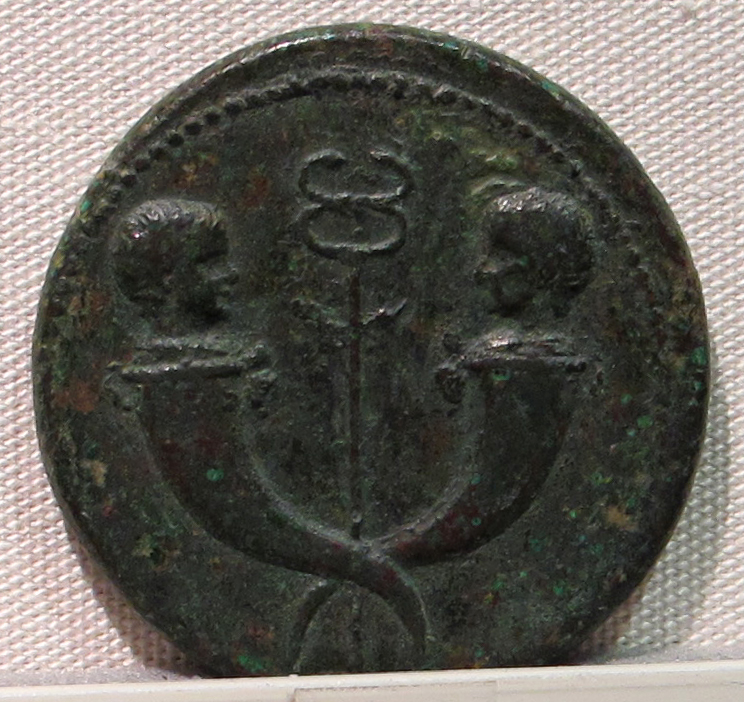
Emissione bronzea raffigurante i due figli gemelli di Druso minore e Livilla, 22-23 d.C. (Palazzo Massimo alle Terme, Roma)

### Moglie di Druso minore e amante di Seiano
Sebbene da fanciulla Livilla non fosse bellissima, crescendo divenne una donna piuttosto avvenente. Druso minore, suo marito, fece riferimento a lei in Senato, quando si trattò di respingere la proposta di Aulo Cecina Severo di vietare la presenza delle mogli presso i comandanti provinciali. Gli stessi Tiberio e Livia Drusilla la tenevano in grande considerazione, in quanto sorella di Germanico e moglie di Druso.. Quest'ultimo, però, morì nel 23; lo seguì poco dopo uno dei figli della coppia, Germanico Gemello.. Tiberio credette che il figlio fosse morto per le sue intemperanze, o per una malattia, ma secondo le fonti antiche a causarne la fine furono, in un'azione congiunta, la stessa Livilla e il prefetto del pretorio Lucio Elio Seiano, che ne era diventato l'amante e che lo avrebbe aiutato ad avvelenare il marito, con l'aiuto del medico Eudemo e dell'eunuco Ligdo. Seiano aveva infatti motivi d'odiare Druso, che non vedeva di buon occhio la sua ascesa al potere e col quale sarebbe addirittura venuto alle mani. I motivi dietro l'apparente scelta di Livilla di abbracciare la cause di Seiano sono stati discussi. Mentre alcuni hanno suggerito che la relazione con Seiano sia iniziata solo dopo la morte del marito, la donna non era immune dall'ambizione anche con Druso in vita: infatti, il primato dei figli del defunto Germanico potrebbe averla spinta ad aderire alla persona del prefetto. Cionondimeno, le reali cause della morte di Druso minore restano oscure, ed è probabile che Livilla non abbia avuto alcun ruolo in merito e che la vicenda dell'avvelenamento sia stata costruita a posteriori.

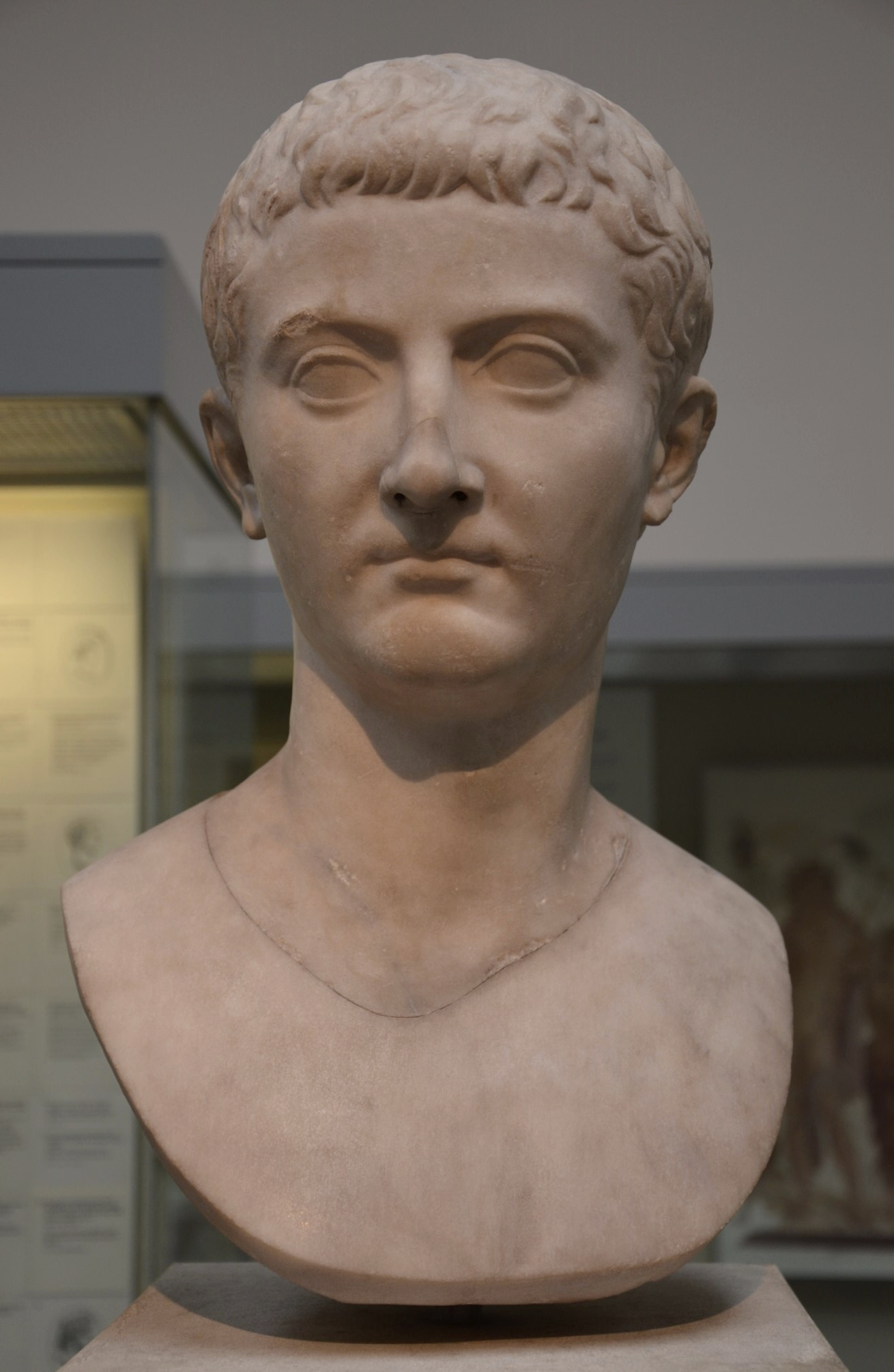
Ritratto di Tiberio (British Museum, Londra)

Apparentemente, Livilla collaborò con Seiano nel minare la reputazione di Agrippina presso l'anziana Livia Drusilla, tramite l'aiuto di abili calunniatori, e sfruttando sua figlia Giulia Livia, moglie di Nerone, figlio di Agrippina, per carpire qualunque frase avventata uscisse dalla bocca del giovane. Nel 25, Seiano chiese a Tiberio di poter sposare Livilla, apparentemente pressato proprio da quest'ultima, ottenendo di risposta un rifiuto. Tuttavia, probabilmente, la coppia riuscì a sposarsi qualche anno più tardi, anche se l'esatta dinamica degli eventi non è chiara. Le fonti suggeriscono che Seiano fosse entrato a far parte della casa imperiale sposandone un membro, ma non è chiaro se esso sia da identificare con Claudia Livilla o sua figlia Giulia Livia. 

### Caduta e morte
Nel 31, Seiano cadde in disgrazia e fu condannato a morte. Forse fu la madre di Livilla, Antonia, a denunciare il prefetto presso Tiberio, che all'epoca aveva abbandonato Roma. In seguito a una lettera di Apicata, l'ex-moglie di Seiano, Livilla fu denunciata come parte del complotto per uccidere Druso minore, e perse la vita, anche se le modalità della sua morte non sono chiare, se sia stata affidata alla madre Antonia, che l'avrebbe fatta morire di fame, o sia stata messa a morte da Tiberio stesso. Nel 32, il Senato mise al bando la memoria della donna tramite damnatio memoriae.
Dopo la morte di Livilla, sorsero un gran numero di accuse di adulterio nei suoi confronti.

## Nella cultura di massa

### Letteratura
Livilla viene menzionata nel coro dell'Ottavia dello pseudo-Seneca, nel contesto della narrazione del destino di alcune donne della Domus Augusta; per il suo comportamento adulterino, essa è esclusa dal novero delle eroine tragiche. Livilla appare nelle tragedie Sejanus: His Fall (1603) di Ben Jonson,, The Tragedy of Tiberius Claudius Nero (1607) di autore ignoto,, La mort d'Agrippine (1654) di Cyrano de Bergerac,, Sejano (1722) di Giovanni Artico di Porcia,, Il Sejano (1729) di Saverio Pansuti, e Druso (1816) di Francesco Benedetti,, sempre in relazione con Seiano. Livilla è presente anche nel dittico musicale La prosperità di Elio Seiano e La caduta di Elio Seiano (1667) di Nicolò Minato. Il romanzo Io, Claudio di Robert Graves include Livilla nella narrazione, allargando il suo ruolo in relazione al confinamento di Agrippa Postumo e alle manovre adulterine con Seiano.

### Televisione
Livilla appare nella serie The Caesars (1968), interpretata da Suzan Farmer, dove compare in tre episodi. Nella serie targata BBC Io Claudio imperatore (1976), ispirata al succitato romanzo, Livilla appare, interpretata da Patricia Quinn. La donna compare infine in A.D. (1985), dove è interpretata da Susan Sarandon.

## Ascendenza
|                        |                       |                             | Genitori            |  |  | Nonni |  |  | Bisnonni             |  |  | Trisnonni |  |
|                        |                       |                             |                     |  |  |       |  |  | Druso Claudio Nerone |  |  | …         |  |
|                        |                       |                             |                     |  |  |       |  |  | Druso Claudio Nerone |  |  | …         |  |
|                        |                       | …                           |                     |  |  |       |  |  | Druso Claudio Nerone |  |  |           |  |
| Tiberio Claudio Nerone |                       |                             |                     |  |  |       |  |  | Druso Claudio Nerone |  |  |           |  |
|                        |                       | …                           | …                   |  |  |       |  |  |                      |  |  |           |  |
|                        |                       | …                           | …                   |  |  |       |  |  |                      |  |  |           |  |
|                        |                       | …                           | …                   |  |  |       |  |  |                      |  |  |           |  |
| Druso maggiore         |                       | …                           |                     |  |  |       |  |  |                      |  |  |           |  |
|                        |                       | Marco Livio Druso Claudiano | …                   |  |  |       |  |  |                      |  |  |           |  |
|                        |                       | Marco Livio Druso Claudiano | …                   |  |  |       |  |  |                      |  |  |           |  |
|                        |                       | Marco Livio Druso Claudiano | …                   |  |  |       |  |  |                      |  |  |           |  |
| Livia Drusilla         |                       | Marco Livio Druso Claudiano |                     |  |  |       |  |  |                      |  |  |           |  |
|                        |                       | Alfidia                     | …                   |  |  |       |  |  |                      |  |  |           |  |
|                        |                       | Alfidia                     | …                   |  |  |       |  |  |                      |  |  |           |  |
|                        |                       | Alfidia                     | …                   |  |  |       |  |  |                      |  |  |           |  |
| Claudia Livilla        |                       | Alfidia                     |                     |  |  |       |  |  |                      |  |  |           |  |
|                        | Marco Antonio Cretico | Marco Antonio Oratore       |                     |  |  |       |  |  |                      |  |  |           |  |
|                        | Marco Antonio Cretico | Marco Antonio Oratore       |                     |  |  |       |  |  |                      |  |  |           |  |
|                        | Marco Antonio Cretico | …                           |                     |  |  |       |  |  |                      |  |  |           |  |
| Marco Antonio          | Marco Antonio Cretico |                             |                     |  |  |       |  |  |                      |  |  |           |  |
|                        |                       | Giulia                      | Lucio Giulio Cesare |  |  |       |  |  |                      |  |  |           |  |
|                        |                       | Giulia                      | Lucio Giulio Cesare |  |  |       |  |  |                      |  |  |           |  |
|                        |                       | Giulia                      | Fulvia              |  |  |       |  |  |                      |  |  |           |  |
| Antonia minore         |                       | Giulia                      |                     |  |  |       |  |  |                      |  |  |           |  |
|                        |                       | Gaio Ottavio                | …                   |  |  |       |  |  |                      |  |  |           |  |
|                        |                       | Gaio Ottavio                | …                   |  |  |       |  |  |                      |  |  |           |  |
|                        |                       | Gaio Ottavio                | …                   |  |  |       |  |  |                      |  |  |           |  |
| Ottavia minore         |                       | Gaio Ottavio                |                     |  |  |       |  |  |                      |  |  |           |  |
|                        |                       | Azia maggiore               | Marco Azio Balbo    |  |  |       |  |  |                      |  |  |           |  |
|                        |                       | Azia maggiore               | Marco Azio Balbo    |  |  |       |  |  |                      |  |  |           |  |
|                        |                       | Azia maggiore               | Giulia minore       |  |  |       |  |  |                      |  |  |           |  |
|                        |                       | Azia maggiore               |                     |  |  |       |  |  |                      |  |  |           |  |

### Esplicative
1. ↑  Smith 2021, p. 59 accetta l'associazione di questa figura con Livilla, più tardi rilavorata a foggia di divinità maschile. L'identificazione delle figure nel Gran Cammeo di Francia è stato oggetto di lunghe discussioni. Smith 2021, pp. 59-60, riporta un'estesa bibliografia riguardante l'identità dei personaggi del registro centrale.
2. ↑  In Svetonio e Cassio Dione è chiamata Livilla; in Tacito e Plinio Livia (Cenerini 2014, p. 125).
3. ↑  Cenerini (2014) p. 126 ritiene i dubbi avanzati circa la veridicità di questo matrimonio non convincenti.
4. ↑  Per la bellezza di Livilla, Sinclair (1990), p. 246, n. 22.
5. ↑  In Senato, Druso fece riferimento a Livilla quale sposa carissima; non c'è però consenso però se il matrimonio fra Druso e Livilla fosse stato felice o meno - cfr. Sinclair (1990), p. 244, n.15.
6. ↑  Flower (2006), p. 175, mette in evidenza come l'immagine tacitiana abbia oscurato l'effettiva e notevole prominenza di cui Livilla godeva presso la casa di Tiberio anche in seguito alla nascita dei gemelli, messo in luce da dati materiali e da iscrizioni.
7. ↑  Le genuinità dello scambio di lettere tacitiano fra Tiberio e Seiano è stata messo in dubbio; vedere Seager (2005), p. 228. Levick (1999), p. 165, ne sostiene la genuinità, notando che la sopravvivenza di un simile scambio epistolare sino all'epoca di Tacito e Svetonio non è strano, se si considera l'alto numero di lettere private di Augusto che Svetonio poté leggere.
8. ↑  Marco Terenzio definisce Seiano nel suo discorso riportato da Tacito (VI.8) Claudiae et Iuliae domus partem, quas adfinitate occu paverat, ma Cassio Dione (LVIII.3.9) indica la sua promessa sposa come Giulia, la figlia di Druso. Secondo Bellemore (1995), sarebbe stata Livilla la seconda moglie di Seiano. Infatti, nei Fasti ostienses, viene riportato che la moglie di Seiano si suicidò otto giorni dopo il marito. Considerato che Giulia Livia visse per altri dodici anni dopo la morte di Seiano e che Livilla era già stata amante del prefetto a lungo, è del tutto possibile che Seiano si fosse sposato con la seconda piuttosto che con la prima. Che la persona riportata sui Fasti sia Apicata, sarebbe per Bellemore poco probabile, dato che questa nel 31 non era più la moglie del prefetto, e anche perché secondo Dione Apicata si tolse la vita solo dopo aver visto i corpi dei figli (Cassio Dione, LVIII.11.6) la morte dei quali, come ci riportano gli stessi Fasti, avvenne a novembre/dicembre - il matrimonio fra Seiano e Livilla sarebbe dunque avvenuto in forma clandestina. Per Flower (2006), p. 181, non ci sono i presupposti per sostenere tale teoria, ma concorda con Bellemore sul fatto che la lacuna nei Fasti non andrebbe riempita col nome di Apicata, ma piuttosto col suo praenomen, presumibilmente Gavia. Per Seager (2005) p. 228, e Levick (1999) pp. 170 e 227, Livilla sarebbe stata promessa legittimamente a Seiano come sposa, mentre la donna sui Fasti ostienses sarebbe, appunto, Apicata.
9. ↑  Nicols (1975) esclude questa versione, mentre Segenni (1995), pp. 312-314, pur riconoscendo le ragioni di Nicols, ritiene eccessivo rigettare completamente la versione di Giuseppe Flavio. Bellemore (1995), p. 265 accetta la versione antica.
10. ↑  Levick (1999), p. 161, considera la lettera di Apicata come una mera vendetta da parte della donna nei confronti del marito.
11. ↑  Levick (1999), pp. 178 e 279 dà credito alla versione che vuole Livia messa a morte da Antonia, evidenziando allusioni ad essa presenti in Svetonio (Vita di Tiberio, LXII.1) e Tacito (IV.40); Bellemore (1995), pur escludendo ogni legame fra la lettera di Apicata e la morte di Livilla, concilia le due versioni, pp. 262-265; Sinclair (1995), p. 253-254 pone invece l'attenzione sul fatto che la morte di Livilla non fu mai resa pubblica, e che probabilmente la donna scelse di uccidersi.; di simile avviso è Flower (2006), pp. 172-175, che mette in luce la natura privata della disgrazia di Livilla, suggerendo che Tiberio abbia adottato nei suoi confronti una punizione tradizionalista nei confronti di una donna a discapito delle innovazioni augustee.
12. ↑  Varner (2004), pp. 93-95, nota la grande quantità di ritratti glittici di Livilla a noi giunti, e la scarsa quantità di ritratti plastici, a riprova della durezza dei decreti del Senato.
13. ↑  Secondo Plinio il Vecchio, Eudemo, il medico di Livilla, era l'amante di quest'ultima; Storia Naturale, XXIX.29.8. Altre accuse di adulterio le furono rivolte in relazione con Mamerco Emilio Scauro, Tacito, Annali, VI.29, Dione, Storia Romana, LVIII.24.5. Cfr. supra n. 8.

### Riferimenti
1. ↑  Ci sono numerose indicazioni sul fatto che Seiano fosse entrato a far parte della casa imperiale sposandone un membro. Infatti Marco Terenzio definisce Seiano nel suo discorso riportato da Tacito (VI, 8) Claudiae et Iuliae domus partem, quas adfinitate occu paverat. Il nome di Giulia Livia come promessa in sposa a Seiano appare in Cassio Dione, LVIII, 3.9, ma questo potrebbe essere semplicemente un refuso. Secondo Jane Bellamore e altri studiosi, sarebbe stata Claudia Livilla la seconda moglie di Seiano. Infatti, nei Fasti ostienses, viene riportato che la moglie di Seiano si suicidò otto giorni dopo il marito. Considerato che Giulia Livia visse per altri dodici anni dopo la morte di Seiano e che Livilla era già stata amante del prefetto a lungo, è del tutto possibile che Seiano si fosse sposato con la seconda piuttosto che con la prima. Che la persona riportata sui Fasti sia Apicata, è poco probabile, dato che questa nel 31 non era più la moglie del prefetto, e comunque secondo Dione Apicata si tolse la vita solo dopo aver visto i corpi dei figli (Cassio Dione, LVIII, 11.6) la morte dei quali, come ci riportano gli stessi Fasti, avvenne a novembre/dicembre.
2. ↑  CIL VI 4349 = ILS 1751; CIL VI 5198 = ILS
1752. cfr. Cenerini 2014, p. 125.
3. ↑  Sinclair 1990, pp. 243-244.
4. ↑  Sinclair 1990, pp. 246-247.
5. ↑  Sinclair 1990, p. 247.
6. ↑  Sinclair 1990, pp. 249-250.
7. ↑  Sinclair 1990, p. 252.
8. ↑  Sinclair 1990, p. 253.
9. 1 2  Sinclair 1990, p. 254.
10. ↑  Svetonio, Vite dei Cesari, Vita di Tiberio, IV
11. 1 2  Svetonio, Vite dei Cesari, Vita di Claudio, I
12. ↑  Ricotti (1992), pag. 435
13. ↑  Tacito, Annali, IV, 44
14. ↑  Svetonio, Vite dei Cesari, Vita di Augusto, LXI
15. ↑  Vagi (2016), p. 101; Cenerini (2014), p. 215
16. ↑  Svetonio, Vite dei Cesari, Vita di Claudio, II
17. ↑  Svetonio, Vite dei Cesari, Vita di Claudio, I; Dione, Storia Romana, LV, I
18. ↑  Dione, Storia Romana, LV, 9, 1-4; cfr. Syme (1939), p. 422
19. ↑  Levick (1966), p. 233; Birch (1981), pp. 158-159
20. ↑  Levick (1966), pp. 233-234
21. ↑  Tacito, Annali, III, 29
22. ↑  Tacito, Annali, VI, 27
23. 1 2  Tacito, Annali, II, 84
24. ↑  Tacito, Annali, II, 43; IV, 40
25. ↑  Tacito, Annali, IV, 3
26. ↑  Tacito, Annali, III, 34
27. ↑  Senatus Consultum de Cn. Pisone Patre, 140-143
28. ↑  Tacito, Annali, IV, 8
29. ↑  Tacito, Annali, IV, 15
30. ↑  Svetonio, Vite dei Cesari, Vita di Tiberio, LXIII
31. ↑  Tacito, Annali, IV, 3; Cassio Dione, Storia romana, LVI.22.2
32. ↑  Tacito, Annali, IV, 3; Cassio Dione, Storia romana, LVI.22.1
33. ↑  Seager (2005), pp. 227-228.
34. ↑  Levick (1999), pp. 164-165, Seager (2005), p. 227, Cenerini (2014), p. 128, Flower (2006), p. 171.
35. ↑  Tacito, Annali, IV, 12; IV, 60
36. ↑  Tacito, Annali, IV.39-41
37. ↑  Dione, Storia Romana, LVIII.10.1-11.4; Gaio Svetonio Tranquillo, Vite dei Cesari, Vita di Tiberio, LXV
38. ↑  Giuseppe Flavio, Antichità giudaiche, LVIII.6.6; cfr. Dione, Storia Romana, LXVI.14.1-2
39. ↑  Dione, Storia Romana, LVIII.11.6; Gaio Svetonio Tranquillo, Vite dei Cesari, Vita di Tiberio, LXII.1
40. ↑  Dione, Storia Romana, LVIII.11.7
41. ↑  Tacito, Annali, VI.2
42. ↑  Pseudo-Seneca, Ottavia, vv. 932-951
43. ↑  (EN) Ben Jonson, Sejanus: His Fall.
44. ↑  (EN) Ignoto, The Tragedy of Tiberius Claudius Nero.
45. ↑  (FR) Cyrano de Bergerac, La mort d'Agrippine (PDF).
46. ↑   Giovanni Artico di Porcia, Sejano. Tragedia. [In verse.], 1º gennaio 1722. URL consultato l'11 giugno 2016.
47. ↑   Saverio Pansuti, Il Sejano tragedia di Saverio Pansuti. Consecrata all'illustrissima, ed eccellentissima signora d. Marina della Torre .., presso Domenico Antonio, e Niccolo Parrino, 1º gennaio 1729. URL consultato l'11 giugno 2016.
48. ↑   Francesco Benedetti, Druso: tragedia, 1º gennaio 1816. URL consultato l'11 giugno 2016.
49. ↑   Nicolò Minato, La prosperità d'Elio Seiano.
50. ↑   Nicolò Minato, La caduta di Elio Seiano.
51. ↑  Trad. di Carlo Coardi, Milano, Bompiani, 1936; rist. Milano, Mondadori, 1974

### Fonti primarie
- (GRC) Cassio Dione, Historiae Romanae, LVII-LVIII. (traduzione inglese).
- (LA) Gaio Plinio Secondo, Naturalis Historia, XXIX. (traduzione inglese).
- (LA) Gaio Svetonio Tranquillo, De Vita Cesarum, III-VIII. (traduzione italiana).
- (LA) Publio Cornelio Tacito, Annales, II-VI. (traduzione italiana).

### Fonti storiografiche moderne

#### Pubblicazioni
- (EN) R. A. Birch, The Correspondence of Augustus: Some Notes on Suetonius, Tiberius 21. 4-7, in The Classical Quarterly, 1981,  pp. 155-161.
- (EN) Jane Bellemore, The Wife of Sejanus, in Zeitschrift für Papyrologie und Epigraphik, 1995,  pp. 255-266.
- Francesca Cenerini, (Claudia) Livia Giulia, in Archimède : archéologie et histoire ancienne, UMR7044 -Archimède, 2014,  pp. 124-132.
- (EN) Barbara Levick, Drusus and the Adoptions of A.D. 4, in Latomus, 1966,  pp. 227-244.
- (EN) John Nicols, Antonia and Sejanus, in Historia: Zeitschrift für Alte Geschichte, 1975,  pp. 48-58.
- Simonetta Segenni, Antonia minore e la 'Domus Augusta', in Studi Classici e Orientali, 1995,  pp. 297-331.
- (EN) Patrick Sinclair, Tacitus' Presentation of Livia Julia, Wife of Tiberius' Son Drusus, in The American Journal of Philology, 1990,  pp. 238-256.
- (EN) R. R. R. Smith, Maiestas Serena: Roman Court Cameos and Early Imperial Poetry and Panegyric, in Journal of Roman Studies, 2021,  pp. 1-78.

#### Libri
- (EN) Theodore John Cadoux e Ernst Badian, Livia (RE 'Livius' 38) Iulia (or Claudia), in The Oxford Classical Dictionary, 4ª ed., Oxford University Press, 2012.
- (EN) Barbara Levick, Tiberius the Politician, 2ª ed., Routledge, 1999.
- Eugenia Salza Prina Ricotti, Amori ed amanti a Roma fra repubblica ed impero, 1992.
- (EN) Harriet I. Flower, The Art of Forgetting: Disgrace and Oblivion in Roman Political Culture, 1ª ed., University of North Carolina Press, 2006.
- (EN) Robin Seager, Tiberius, 2ª ed., Blackwell Publishing, 2005.
- (EN) Ronald Syme, The Roman Revolution, 1ª ed., Oxford University Press, 1939.
- (EN) David Vagi, Coinage and History of the Roman Empire, 1ª ed., Routledge, 2016.
- (EN) Eric R. Varner, Mutilation and Transformation: Damnatio Memoriae and Roman Imperial Portraiture, 1ª ed., Brill Academic Pub, 2004.